# شریف‌آباد (فارسان)
شریف‌آباد (فارسان)، مرکز دهستان سراب علیا از توابع شهرستان فارسان در استان چهارمحال و بختیاری است.مردم این روستا با لهجه لری تکلم میکنند .

## جمعیت
این روستا در دهستان سراب بالا قرار دارد و براساس سرشماری مرکز آمار ایران در سال ۱۳۸۵، جمعیت آن ۲۵۷ نفر (۵۰خانوار) بوده‌است.